# Línea 2 (EMT Valencia)
La línea 2 de la EMT de Valencia une el barrio de la Malvarrosa con el barrio de Campanar.

## Características
La línea 2 tiene su cabecera en la calle Gran Canaria, para continuar por la avenida de la Malvarrosa y calle Reina, Juan Verdeguer e Islas Canarias, Grandes Vías hasta llegar a la avenida Pio XII. Su frecuencia es de 8-9 minutos.

## Historia
Cambia los tranvías por trolebuses el 20 de junio de 1970, y por autobuses en junio de 1975. A su vez, prolonga su servicio en la misma fecha hasta Fernando el Católico-Gabriel Miró, para que coincidiera con los autobuses de los pueblos. El 22 de noviembre de 1982, se modifica su itinerario en conjunción con la línea 1, mejorando el parque (se pasa de 9 a 12 autobuses), ampliando la ruta desde Gabriel Miró hasta el hospital La Fe. 
El 8 de octubre de 2003 amplía su recorrido hasta el final de la Malvarrosa. El 16 de enero de 2006, al dejarse la avenida del Puerto en dirección hacia el mar, cambia su itinerario de vuelta, por Mariano Cuber - Serrería - Islas Canarias. El 1 de enero de 2008, deja de ser semicircular y modifica su itinerario por Malvarrosa - Islas Canarias - Grandes Vías - Pio XII. Cambia su nombre a "La Malva-Rosa - Campanar". En noviembre de 2008 recibe el certificado de la norma de calidad AENOR UNE EN 13816. En 2012, con la supresión de la línea 22 debido a que coincidían en la mayor parte del recorrido, hizo que cambiará su recorrido pasando por Eugenia Vinyes y la calle Mediterráneo, atendiendo así a una parte de la playa de las Arenas. El día 3 de septiembre, la línea volvió a la normalidad.